# كاز موناي غاز
كاز-موناي-غاز (بالكازاخية: ҚазМұнайГаз)، هي شركة وطنية لاستخراج الغاز والنفط في كازاخستان تأسست في عام 2002.